# Frumoasa din pădurea adormită (balet)
Frumoasa din pădurea adormită ( în rusă Спящая красавица, transliterat: Spiașciaia krasavița) este un balet alcătuit dintr-un prolog și trei acte, reprezentat prima dată în 1890. Muzica a fost compusă de Piotr Ilici Ceaikovski (Opus 66). Muzica a fost finalizată în 1889 și acesta este al doilea din cele trei balete ale sale. Scenariul original a fost creat de Ivan Vsevolojski și este bazat pe basmul Frumoasa din pădurea adormită de Charles Perrault. Coregraful producției originale a fost Marius Petipa.
Premiera a avut loc la Teatrul Mariinski din Sankt Petersburg în 1890, iar lucrarea a devenit un standard în repertoriul clasic de balete.

## Istoric

### Compoziție
Ceaikovski a fost contactat de directorul Teatrului Imperial din Sankt Petersburg, Ivan Vsevolojski, pe 25 mai 1888 despre un posibil balet adaptat după nuvela Undine. Mai târziu s-a luat decizia ca subiectul baletului pentru care Ceaikovski să compună muzica să fie Frumoasa din pădurea adormită de Charles Perrault. Ceaikovski nu a ezitat să accepte comanda, deși era conștient că primul său balet, Lacul lebedelor, nu a fost bine primit. Scenariul baletului pe care a lucrat Ceaikovski este versiunea Fraților Grimm a basmului lui Perrault. În acea versiune părinții Prințesei (Regele și Regina) au supraviețuit somnului de 100 de ani pentru a sărbători nunta Prințesei și a Prințului. Totuși, scenariul lui Vsevolojski a incorporat și alte personaje din basmele lui Perrault, inclusiv Motanul încălțat, Scufița Roșie, Cenușăreasa și Tom Degețel. Ceaikovski a fost bucuros să îl informeze pe directorul Teatrului Imperial că i-a făcut mare plăcere să studieze lucrarea și că avea inspirația necesară pentru a compune o muzică pe măsura basmului.
Coregraful Marius Petipa, maestrul de balet al Baletului Imperial, a scris o listă foarte detaliată de instrucțiuni pe măsura cerințelor muzicale. Ceaikovski a lucrat repede la noua lucrare în Frolovskoie. Schițele inițiale au fost începute în iarna anului 1888 și a început orchestrarea lucrării pe 30 mai 1889.
Subiectul baletului se concentra pe bătălia dintre forțele binelui (Zâna Liliacului) și ale răului (Zâna Rea); fiecare având un laitmotiv care le reprezintă și care sunt utilizate pe parcursul întregului balet. Totuși, actul trei abandonează complet cele două motive și se concentrează pe caracterul individual al diferitelor dansuri de la curte.

### Istoricul interpretărilor
Premiera din Sankt Petersburg (premiera mondială)
- Data: 15 ianuarie 1890
- Locație: Teatrul Mariinski
- Coregraf: Marius Petipa
- Dirijor: Riccardo Drigo
- Costume: Ivan Vsevolojski

Premiera din Moscova
- Data: 17 ianuarie 1899
- Locație: Teatrul Bolșoi
- Coregraf: Alexandr Gorski
- Dirijor: Andrey Arends

Premiera baletului a primit recenzii mult mai bune decât Lacul lebedelor din partea presei dar Ceaikovski nu va vedea niciodată baletul său devenind un succes în afara Rusiei deoarece a decedat în 1893. În 1903 Frumoasa din pădurea adormită era al doilea cel mai popular balet din repertoriul Baletului Imperial (după Fiica faraonului de Cesare Pugni), fiind jucat de 200 de ori în doar zece ani.
O producție montată la La Scala din Milano nu a stârnit mult interes și abia în 1921, după o producție la Londra, baletul a fost pe deplin apreciat și a primit un loc permanent în repertoriul clasic. În 1999 Teatrul Mariinski a reconstituit producția originală din 1899, inclusiv cu reproduceri ale decorurilor și costumelor originale. 
Frumoasa din pădurea adormită este cel mai lung balet al lui Ceaikovski, având o durată de aproximativ patru ore cu tot cu pauze. Fără pauze durează aproximativ trei ore.
La premieră țarul Alexandru al III-lea l-a chemat pe Ceaikovski la loja imperială. Țarul a făcut o remarcă simplă, "foarte frumos", care aparent l-a iritat pe Ceaikovski care cel mai probabil se aștepta la un răspuns mai favorabil.

## Orchestrație
Baletul este orchestrat pentru piculină, două flauturi, două oboaie, corn englez, două clarinete, doi fagoți, patru corni, două cornete, două trompete, trei tromboni, tubă, timpane, trianglu, tobă mică, talgere, tobă mare, gong, glockenspiel, două harpe, pian și coarde.

## Personajele
- Prințesa Aurora
- Regele Florestan al XIV-lea
- Regina
- părinții ei
- pretendenți la mâna Prințesei:
  - Prințul Chéri
  - Prințul Charmant
  - Prințul Fleur de Pois
  - Prințul Fortione
- Catalabutte – Maestrul de ceremonii al palatului
- Prințul Désiré
- Zâna Liliacului
- Zâna Carabosse
- Suita zânei Liliacului:
  - Zâna Candoarei
  - Zâna Făinii
  - Zâna Firimiturilor
  - Zâna Vigoarei
  - Zâna Canarilor
- Suita zânei Carabosse
- Prietenele Aurorei
- Cele patru bijuterii (briliant, safir, aur, argint)
- Personaje din basme:
  - Pisica și Motanul Încălțat
  - Prințesa Florina și Pasărea Albastră
  - Scufița Roșie și Lupul
  - Cenușăreasa și Prințul Fortione
- curteni

Distribuția din Ghid de balet

## Subiect

### Prolog
Regele Florestan al XXIV-lea și Regina au primul lor copil, Prințesa Aurora, și declară o ceremonie de botez fastuoasă pentru a o onora. Sunt invitate la ceremonie șase zâne pentru a oferi daruri copilei. Fiecare zână oferă o virtute sau trăsătură pozitivă, cum ar fi frumusețe, curaj, bunătate și talent muzical (numele zânelor diferă în funcție de producție). Cea mai puternică zână, Zâna Liliacului, sosește împreună cu anturajul ei dar înainte să ofere darul palatul se întunecă. Cu un tunet sosește Zâna Carabosse împreună cu slujitorii ei (în general câțiva dansatori masculini reprezentați ca fiind șobolani sau insecte). Zâna Carabosse îi întreabă cu furie pe Rege și Regină de ce nu a fost invitată la ceremonie. Vina cade pe seama lui Catallabutte, Maestrul de Ceremonii, care s-a ocupat de lista invitaților. Carabosse îi smulge părul din cap și îl bate cu bastonul ei înainte de a o blestema pe fetiță în semn de răzbunare. Aurora va deveni o tânără frumoasă, virtuoză și veselă dar în ziua în care va împlini 16 ani se va înțepa cu acul unui fus și va muri. Regele și Regina sunt înspăimântați și cer milă dar Carabosse nu o oferă. Totuși, intervine Zâna Liliacului. Deoarece nu are putere suficientă pentru a anula blestemul, îl modifică pentru ca acul fusului să îi provoace prințesei un somn de o sută de ani și nu moartea. La sfârșitul celor o sută de ani se va trezi prin sărutul unui prinț chipeș. Ușurați câ în cele din urmă viața Aurorei va fi salvată, curtea se liniștește.

### Actul I
Este ziua celei de-a 16-a aniversări a Prințesei Aurora. Au loc ceremonii, deși Regele este îngrijorat cu privire la blestemul lui Carabosse. Catallabutte descoperă câteva țărăncuțe care țes în apropiere (o activitate interzisă deoarece ar putea-o afecta pe prințesă) și îl alertează pe Rege care le condamnă pe țărăncuțe la pedepse aspre. Regina îl convinge cu blândețe să cruțe viața țărăncuțelor și acesta acceptă. Localnicii efectuează un vals elaborat cu ghirlande de flori iar după aceea sosește Prințesa Aurora. Părinții săi îi fac cunoștință cu cei patru pețitori. Aurora și pețitorii ei dansează un Adagio, una dintre cele mai dificile secvențe din istoria baletului. După aceea apare un străin cu o robă care îi oferă prințesei un cadou, un fus (în unele versiuni "cadoul" este un buchet de flori în care este ascuns fusul). Deși inițial pare că se recuperează, prințesa leșină și se prăbușește. Străinul se dezvăluie ca fiind Carabosse care crede că blestemul ei este încă valabil și că prințesa e moartă. Încă o dată, Zâna Liliacului liniștește mulțimea amintind că prințesa este doar adormită. Prințesa este dusă în pat iar Zâna Liliacului aruncă o vrajă de adormire asupra întregului regat, vrajă ce se va rupe doar atunci când prințesa se va trezi. Își folosește magia pentru a acoperi palatul cu vițe și mărăcini.

### Actul II
O sută de ani mai târziu, Prințul Désiré este la o partidă de vânătoare cu companionii săi. Este abătut și nefericit cu iubita sa posesivă. Prietenii săi încearcă să îl înveselească cu un joc de-a baba oarba și o serie de dansuri. Încă nefericit, cere să fie lăsat singur iar partenerii săi de vânătoare pleacă. Singur în pădure, se întâlnește cu Zâna Liliacului, care l-a ales pentru a o trezi pe Prințesa Aurora. Aceasta îi arată o viziune a prințesei frumoase iar prințul este imediat vrăjit. Zâna Liliacului explică situația iar Désiré o imploră să îl ducă la prințesă. Zâna Liliacului îl duce cu barca la castel și îl ghidează prin pădure până când ajung în cele din urmă la castelul ascuns. Odată ajuns în castel, Désiré o trezește pe Aurora cu un sărut. Se trezește și restul curții iar Regele și Regina acceptă din inimă când prințul propune căsătoria.

### Actul III
Are loc ceremonia nunții. Printre invitați se numără Zânele Bijuterii: Diamant, Aur, Argint și Safir, Zâna Liliacului și chiar Carabosse. Sunt prezente și personaje de basm, inclusiv Motanul încălțat, Scufița Roșie, Cenușăreasa, Tom Degețel și altele. Aurora și Désiré interpretează un Pas de Deux maestos iar întregul ansamblu dansează o mazurkă. Prințul și prințesa sunt căsătoriți iar Zâna Liliacului binecuvântează cuplul.
Baletul se încheie cu o mare apoteoză în care toate personajele vin împreună cu un tablou ce reprezintă pe Apollo și Ludovic al XIV-lea.